# René Branders
René Branders, né le 29 septembre 1963 à Etterbeek en Belgique, est un dirigeant d'entreprise, président de la Fédération des Chambres de Commerce belges depuis 2016, Past-président d'Agoria et Président de la fédération des entreprises de Belgique FEB-VBO depuis avril 2023.

## Biographie
Branders termine ses études d’ingénieur civil en 1986 à l’Université libre de Bruxelles .
Il commence sa carrière à la Société générale métallurgique d'Hoboken. Après son service militaire en 1987, il devient ingénieur chez FIB Belgium, l’entreprise familiale qui est entre autres active dans l’installation de fours industriels. Il devient CEO de cette entreprise en 1988.
En 2008, FIB est élu entreprise de l’année
En 2013, il est élu président de la Chambre de Commerce et d’Industrie du Brabant Wallon (CCIBW AKTBW). En septembre 2015, il succède à Dominique Neerinck en tant que Président du Conseil d’Administration de Sirris,. 
En juin 2016, il est élu président de la Fédération des Chambres de Commerce belges. Il succède à John Stoop à ce titre.
En 2019, il devient président d'Agoria.
En octobre 2022, il est annoncé que Branders prendra la tête de la Fédération des entreprises de Belgique à partir d’avril 2023.

## Autres rôles[8]
- Membre du comité stratégique de la Fédération des entreprises de Belgique depuis 2019
- Consul Honoraire de Hongrie en Wallonie depuis décembre 2017
- Président des Jeunesses archéologiques belges archeolo-j